# Estados Unidos en los Juegos Olímpicos de Múnich 1972
Estados Unidos estuvo representado en los Juegos Olímpicos de Múnich 1972 por un total de 400 deportistas, 316 hombres y 84 mujeres, que compitieron en 21 deportes.
La portadora de la bandera en la ceremonia de apertura fue la atleta Olga Fikotová.

## Medallistas
El equipo olímpico estadounidense obtuvo las siguientes medallas:
| Nombre | Deporte               | Competición                          |
| --- | --------------------- | ------------------------------------ |
| Oro |                       |                                      |
| Vincent Matthews | Atletismo             | 400 m M                              |
| Dave Wottle | Atletismo             | 800 m M                              |
| Rod Milburn | Atletismo             | 110 m vallas M                       |
| Larry Black Robert Taylor Gerald Tinker Eddie Hart                                                                                        | Atletismo             | 4 × 100 m M                          |
| Frank Shorter | Atletismo             | maratón M                            |
| Randy Williams | Atletismo             | Salto de longitud M                  |
| Ray Seales | Boxeo                 | 63,5 kg M                            |
| Danny Gable | Lucha libre           | 68 kg M                              |
| Wayne Wells | Lucha libre           | 74 kg M                              |
| Benjamin Peterson | Lucha libre           | 82 kg M                              |
| Sandy Neilson | Natación              | 100 m libre F                        |
| Keena Rothhammer | Natación              | 800 m libre F                        |
| Melissa Belote | Natación              | 100 m espalda F                      |
| Melissa Belote | Natación              | 200 m espalda F                      |
| Catherine Carr | Natación              | 100 m braza F                        |
| Karen Moe | Natación              | 200 m mariposa F                     |
| Shirley Babashoff Jane Barkman Jenny Kemp Sandy Neilson                                                                                   | Natación              | 4 × 100 m libre F                    |
| Melissa Belote Catherine Carr Deena Deardurff Sandy Neilson                                                                               | Natación              | 4 × 100 m estilos F                  |
| Mark Spitz | Natación              | 100 m libre M                        |
| Mark Spitz | Natación              | 200 m libre M                        |
| Mark Spitz | Natación              | 100 m mariposa M                     |
| Mark Spitz | Natación              | 200 m mariposa M                     |
| Mike Burton | Natación              | 1500 m libre M                       |
| John Hencken | Natación              | 200 m braza M                        |
| David Edgar John Murphy Jerry Heidenreich Mark Spitz                                                                                      | Natación              | 4 × 100 m libre M                    |
| John Kinsella Fred Tyler Steve Genter Mark Spitz                                                                                          | Natación              | 4 × 200 m libre M                    |
| Mike Stamm Tom Bruce Mark Spitz Jerry Heidenreich                                                                                         | Natación              | 4 × 100 m estilos M                  |
| Micki King | Saltos                | Trampolín 3 m F                      |
| John Writer | Tiro                  | Rifle en tres posiciones 50 m mixto  |
| Lones Wigger | Tiro                  | Rifle en tres posiciones 300 m mixto |
| Doreen Wilber | Tiro con arco         | Individual F                         |
| John Williams | Tiro con arco         | Individual M                         |
| Harry Melges William Allen William Bentsen                                                                                                | Vela                  | Soling M                             |
| Plata |                       |                                      |
| Mable Fergerson Madeline Manning Cheryl Toussaint Kathy Hammond                                                                           | Atletismo             | 4 × 400 m F                          |
| Robert Taylor | Atletismo             | 100 m M                              |
| Larry Black | Atletismo             | 200 m M                              |
| Wayne Collett | Atletismo             | 400 m M                              |
| Ralph Mann | Atletismo             | 400 m vallas M                       |
| Robert Seagren | Atletismo             | Salto con pértiga M                  |
| George Woods | Atletismo             | Peso M                               |
| Jay Silvester | Atletismo             | Disco M                              |
| Equipo | Baloncesto            | Torneo M                             |
| Kevin Freeman (Good Mixture) Bruce Davidson (Plain Sailing) Michael Plumb (Free and Easy) James Wofford (Kilkenny)                        | Hípica                | Concurso completo por eqs.           |
| William Steinkraus (Main Spring) Neal Shapiro (Sloopy) Kathryn Kusner (Fleet Apple) Frank Chapot (White Lightning)                        | Hípica                | Saltos por eqs.                      |
| Richard Sanders | Lucha libre           | 57 kg M                              |
| John Peterson | Lucha libre           | 82 kg M                              |
| Shirley Babashoff | Natación              | 100 m libre F                        |
| Shirley Babashoff | Natación              | 200 m libre F                        |
| Susie Atwood | Natación              | 200 m espalda F                      |
| Dana Schoenfield | Natación              | 200 m braza F                        |
| Lynn Colella | Natación              | 200 m mariposa F                     |
| Jerry Heidenreich | Natación              | 100 m libre M                        |
| Steve Genter | Natación              | 200 m libre M                        |
| Steve Genter | Natación              | 400 m libre M                        |
| Mike Stamm | Natación              | 100 m espalda M                      |
| Mike Stamm | Natación              | 200 m espalda M                      |
| Tom Bruce | Natación              | 100 m braza M                        |
| Gary Hall | Natación              | 200 m mariposa M                     |
| Tim McKee | Natación              | 200 m estilos M                      |
| Tim McKee | Natación              | 400 m estilos M                      |
| Lawrence Terry Franklin Hobbs Peter Raymond Timothy Mickelson Eugene Clapp William Hobbs Cleve Livingston Michael Livingston Paul Hoffman | Remo                  | Ocho con timonel (M8+) M             |
| Richard Rydze | Saltos                | Plataforma 10 m M                    |
| Vic Auer | Tiro                  | Rifle en posición tendida 50 m mixto |
| Lanny Bassham | Tiro                  | Rifle en tres posiciones 50 m mixto  |
| Bronce |                       |                                      |
| Kathy Hammond | Atletismo             | 400 m F                              |
| Kate Schmidt | Atletismo             | Jabalina F                           |
| Thomas Hill | Atletismo             | 110 m vallas M                       |
| Larry Young | Atletismo             | 50 km marcha M                       |
| Arnie Robinson | Atletismo             | Salto de longitud M                  |
| Dwight Stones | Atletismo             | Salto de altura M                    |
| Jan Johnson | Atletismo             | Salto con pértiga M                  |
| Bill Schmidt | Atletismo             | Jabalina M                           |
| Ricardo Carreras | Boxeo                 | 54 kg M                              |
| Jesse Valdez | Boxeo                 | 67 kg M                              |
| Marvin Johnson | Boxeo                 | 75 kg M                              |
| Neal Shapiro (Sloopy) | Hípica                | Saltos ind.                          |
| Chris Taylor | Lucha libre           | +100 kg M                            |
| Keena Rothhammer | Natación              | 200 m libre F                        |
| Susie Atwood | Natación              | 100 m espalda F                      |
| Ellie Daniel | Natación              | 200 m mariposa F                     |
| Lynn Vidali | Natación              | 200 m espalda F                      |
| Tom McBreen | Natación              | 400 m libre M                        |
| Doug Northway | Natación              | 1500 m libre M                       |
| John Murphy | Natación              | 100 m espalda M                      |
| Mitchell Ivey | Natación              | 200 m espalda M                      |
| John Hencken | Natación              | 100 m braza M                        |
| Jerry Heidenreich | Natación              | 100 m mariposa M                     |
| Robin Backhaus | Natación              | 200 m mariposa M                     |
| Steve Furniss | Natación              | 200 m estilos M                      |
| James McEwan | Piragüismo en eslalon | C1 M                                 |
| Craig Lincoln | Saltos                | Trampolín 3 m M                      |
| Glen Foster Peter Dean | Vela                  | Tempest M                            |
| Donald Cohan Charles Horter John Marshall                                                                                                 | Vela                  | Dragon M                             |
| Equipo | Waterpolo             | Torneo M                             |